# Lithobates sphenocephalus
Espèce
Synonymes
- Rana utricularius Harlan, 1826
- Rana oxyrhynchus Hallowell, 1856
- Rana halecina sphenocephala Cope, 1886
- Rana virescens virescens Cope, 1889
- Rana sphenocephala Cope, 1886

Statut de conservation UICN

 LC  : Préoccupation mineure
Lithobates sphenocephalus est une espèce d'amphibiens de la famille des Ranidae.

## Répartition
Cette espèce est originellement endémique du Sud-Est et de l'Est des États-Unis. Elle a été introduite aux Bahamas.

## Sous-espèces
Sous-espèces selon Frost, McDiarmid & Mendelson, 2008 :
- Lithobates sphenocephalus sphenocephalus (Cope, 1886)
- Lithobates sphenocephalus utricularius (Harlan, 1826)

## Description
Lithobates sphenocephalus mesure jusqu'à 90 mm. Sa coloration est généralement verte ou brun clair, avec des taches brun foncé ou noir (ce qui lui vaut son nom vernaculaire anglais de Southern Leopard Frog).

## Publications originales
- Cope, 1886 : Synonymic List of the North American Species of Bufo and Rana, with Descriptions of Some New Species of Batrachia, from Specimens in the National Museum. Proceedings of the American Philosophical Society, vol. 23, no 124, p. 514-526 (texte intégral).
- Harlan, 1826 : Descriptions of several new species of batracian reptiles, with observations on the larvae of frogs. American Journal of Science and Arts, vol. 10, p. 53-65 (texte intégral).